# Sessões solenes da Assembleia da República
Uma sessão solene da Assembleia da República é uma sessão especial que pode ser realizada em qualquer ocasião especial, sendo a mais importante a Sessão Solene Comemorativa do 25 de abril. Pode servir, também, para receber Chefes de Estado estrangeiros ou líderes de organizações internacionais de que Portugal faça parte, como para evocar outros eventos ou memória de personalidades. As sessões são realizadas por iniciativa do Presidente da Assembleia da República.

## Principais categorias de sessões solenes

### Sessão Solene Comemorativa do 25 de abril
A Sessão Solene Comemorativa do 25 de abril é uma sessão comemorativa que tem lugar na Assembleia da República todos os anos no dia 25 de abril, em homenagem à Revolução dos Cravos ocorrida no mesmo dia no ano de 1974. Não há limite de tempo para os discursos, sendo que a sessão começa com o discurso do representante do menor partido com assento parlamentar e terminando com os discursos do Presidente da Assembleia da República e do Presidente da República. Cada sessão inicia e termina com a execução do hino nacional "A Portuguesa" pela banda da Guarda Nacional Republicana.

### Sessão Solene de Boas-Vindas
Uma Sessão Solene de Boas-Vindas pode ser realizada aquando a visita de chefes de Estado estrangeiros ou líderes de organizações internacionais de que Portugal faça parte. Normalmente realiza-se enquadrado numa visita de Estado a Portugal, à exceção da sessão solene ao Presidente da Ucrânia, Volodymyr Zelenskyy, a 21 de abril de 2022, que fez através de videoconferência, devido à situação de conflito provocada pela invasão da Ucrânia pela Rússia em 2022. Essas sessões contam com a intervenção do chefe de Estado estrangeiro ou líder de organizações internacionais de que Portugal faça parte, e do Presidente da Assembleia da República Portuguesa.

## Sessões Solenes Comemorativas especiais
| Data                   | Ocasião                                                                     |     | Ref.  |
| ---------------------- | --------------------------------------------------------------------------- | --- | ----- |
| 15 de junho de 1998    | Sessão Solene Comemorativa dos 500 Anos da Chegada de Vasco da Gama à Índia | VII | [ 5 ] |
| 23 de setembro de 2022 | Sessão Solene Evocativa da Aprovação da Constituição de 1822                | XV  | [ 6 ] |
| 25 de novembro de 2024 | Sessão Solene Evocativa do 25 de Novembro de 1975                           | XVI | [ 7 ] |
| 6 de dezembro de 2024  | Sessão Solene Evocativa do Centenário do Nascimento de Mário Soares         | XVI | [ 8 ] |